# Draft da NBA de 2018
O Draft da NBA de 2018 foi realizado em 21 de junho de 2018 no Barclays Center no Brooklyn, Nova York. O draft começou às 7:00 pm Eastern Time Zone (23:00 UTC) e foi transmitido nos Estados Unidos pela ESPN. Neste draft, as equipes da National Basketball Association (NBA) se revezam selecionando novatos das universidades nos Estados Unidos e outros jogadores elegíveis, incluindo jogadores internacionais. Este foi o último draft a utilizar o sistema de loteria que dá às piores equipes da NBA na temporada anterior melhores chances de ter as primeiras escolhas no draft; a mudança fará com que as três piores equipes da temporada anterior tenham chances iguais de serem selecionadas como a escolha número 1 do draft na loteria; a mudança foi confirmada pela NBA em 28 setembro de 2017, mas só serão implementadas no draft de 2019.

## Combine do Draft
O Combine do Draft foi realizado em Chicago de 16 a 20 de maio de 2018. O Combine do Draft da NBA tem como objetivo dar uma chance para que as franquias da liga conheçam melhor os prospectos.

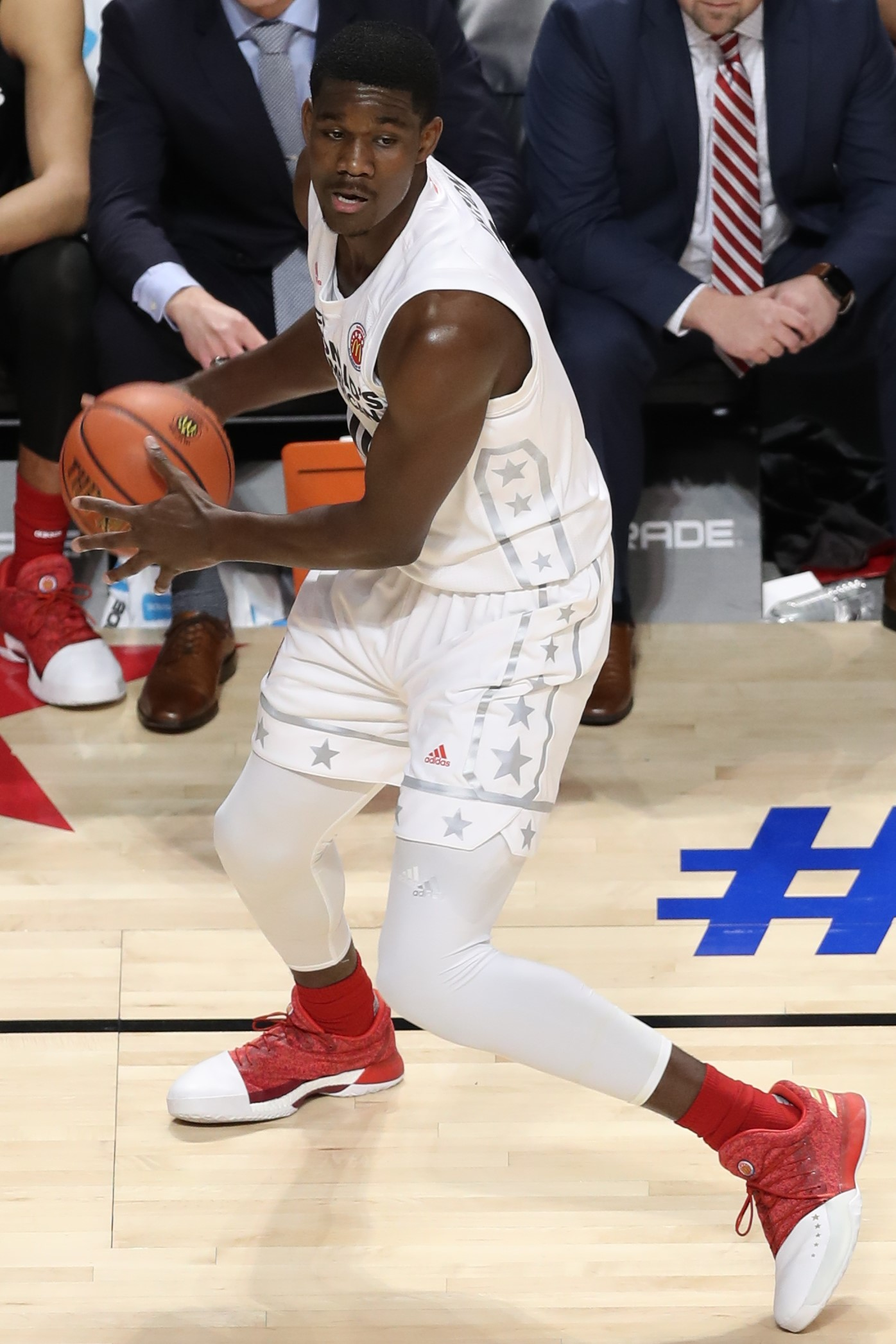
DeAndre Ayton, selecionado na 1ª escolha pelo Phoenix Suns.

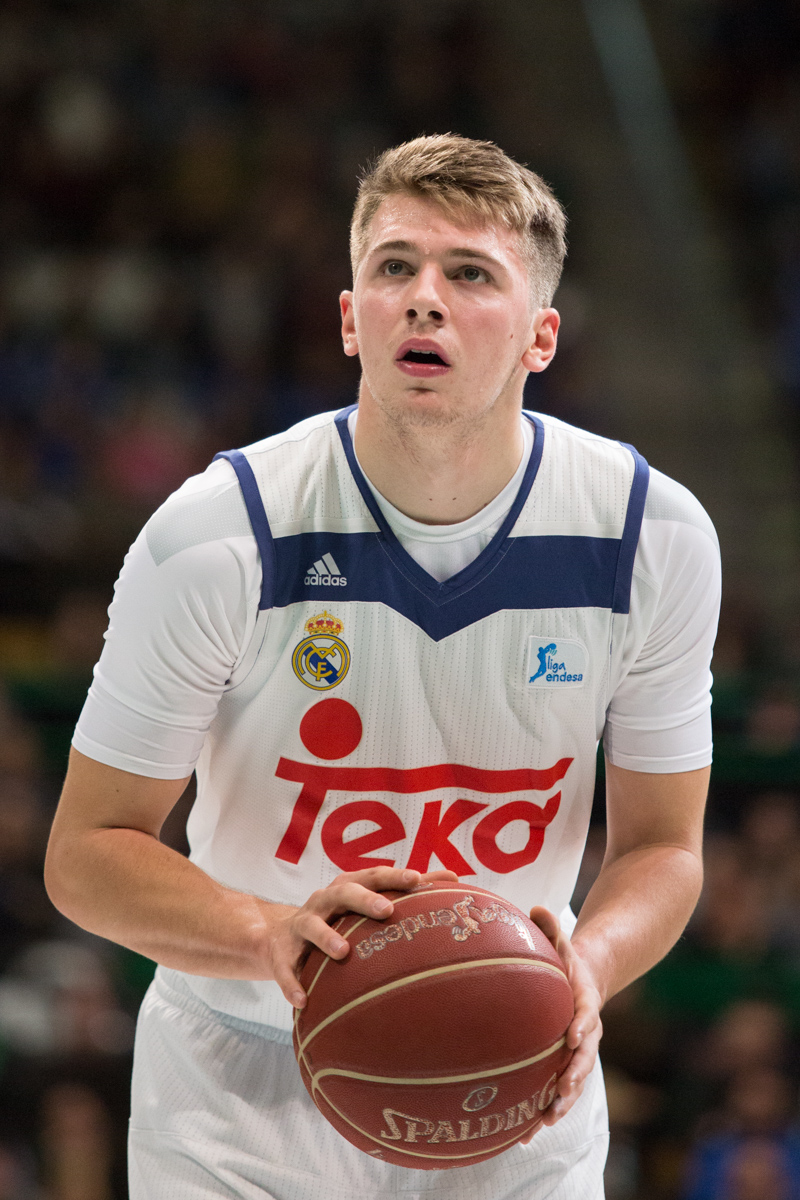
Luka Dončić, escolhido na 3ª escolha, feita pelo Atlanta Hawks e trocado para o Dallas Mavericks. Foi eleito o NBA Rookie of the Year e uma vez All-Star.

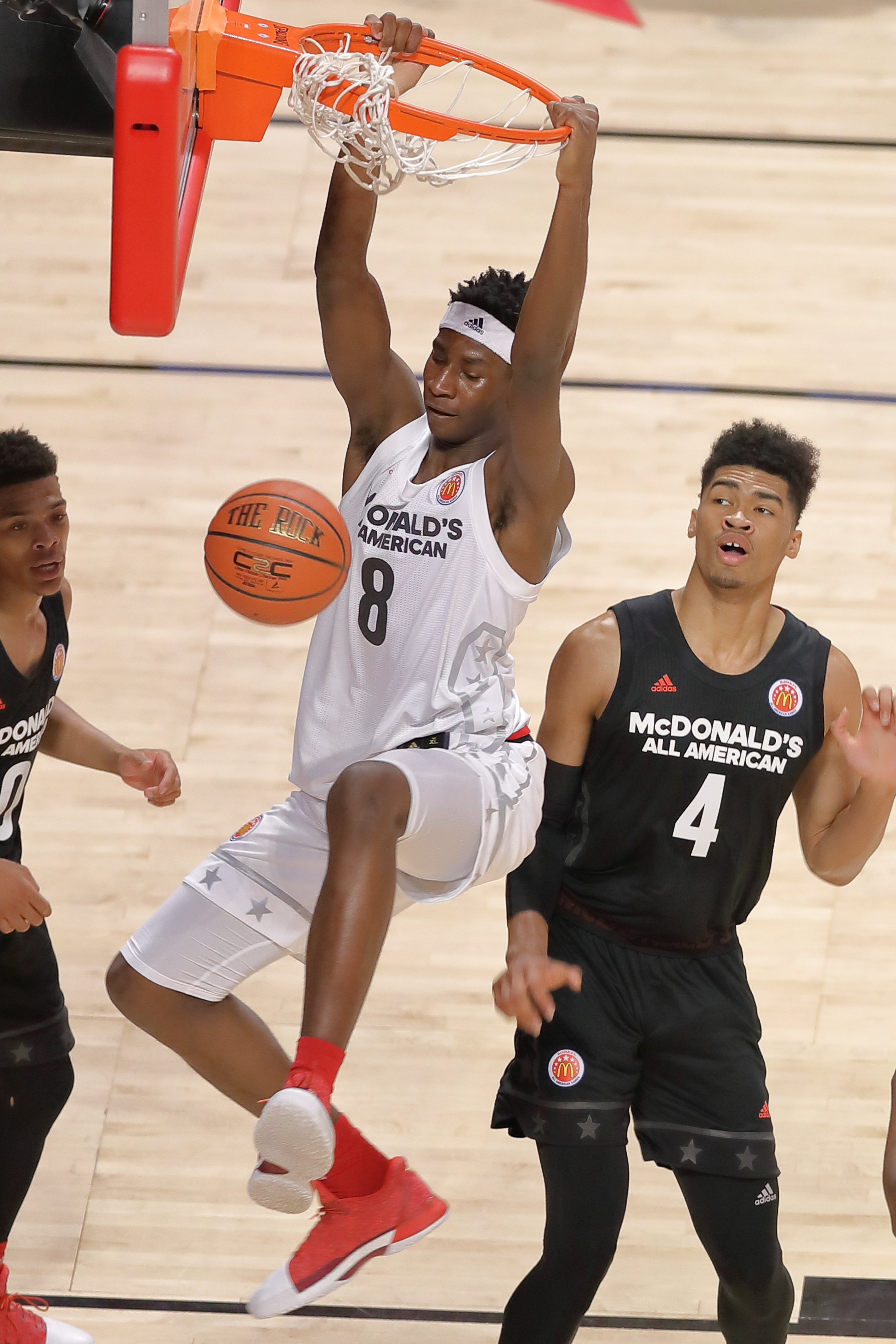
Jaren Jackson Jr., 4ª escolha, feita pelos Grizzlies.

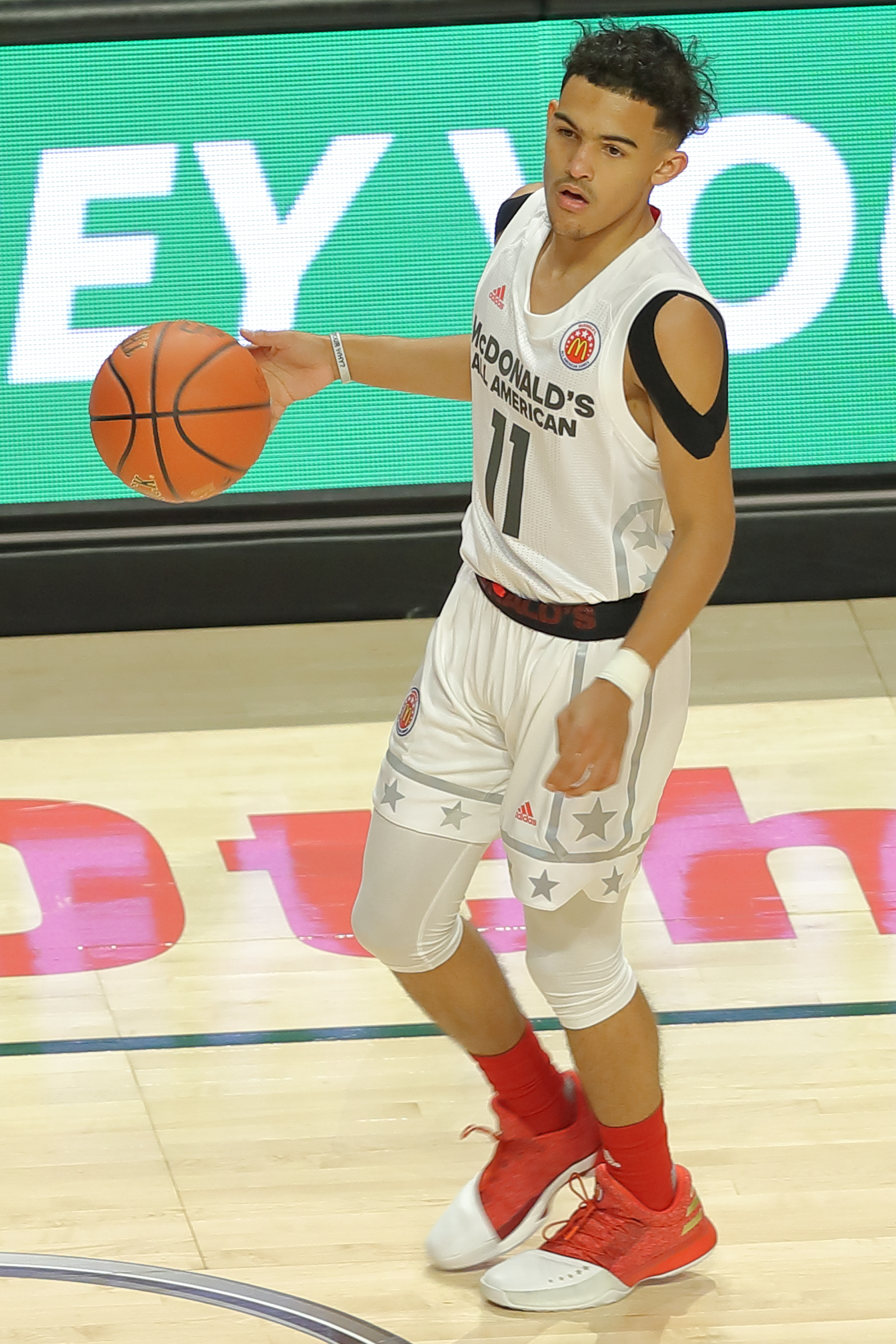
Trae Young, o armador foi 5ª escolha, feita pelo Dallas Mavericks que o trocou com o Hawks por Luka Dončić. Foi uma vez All-Star.

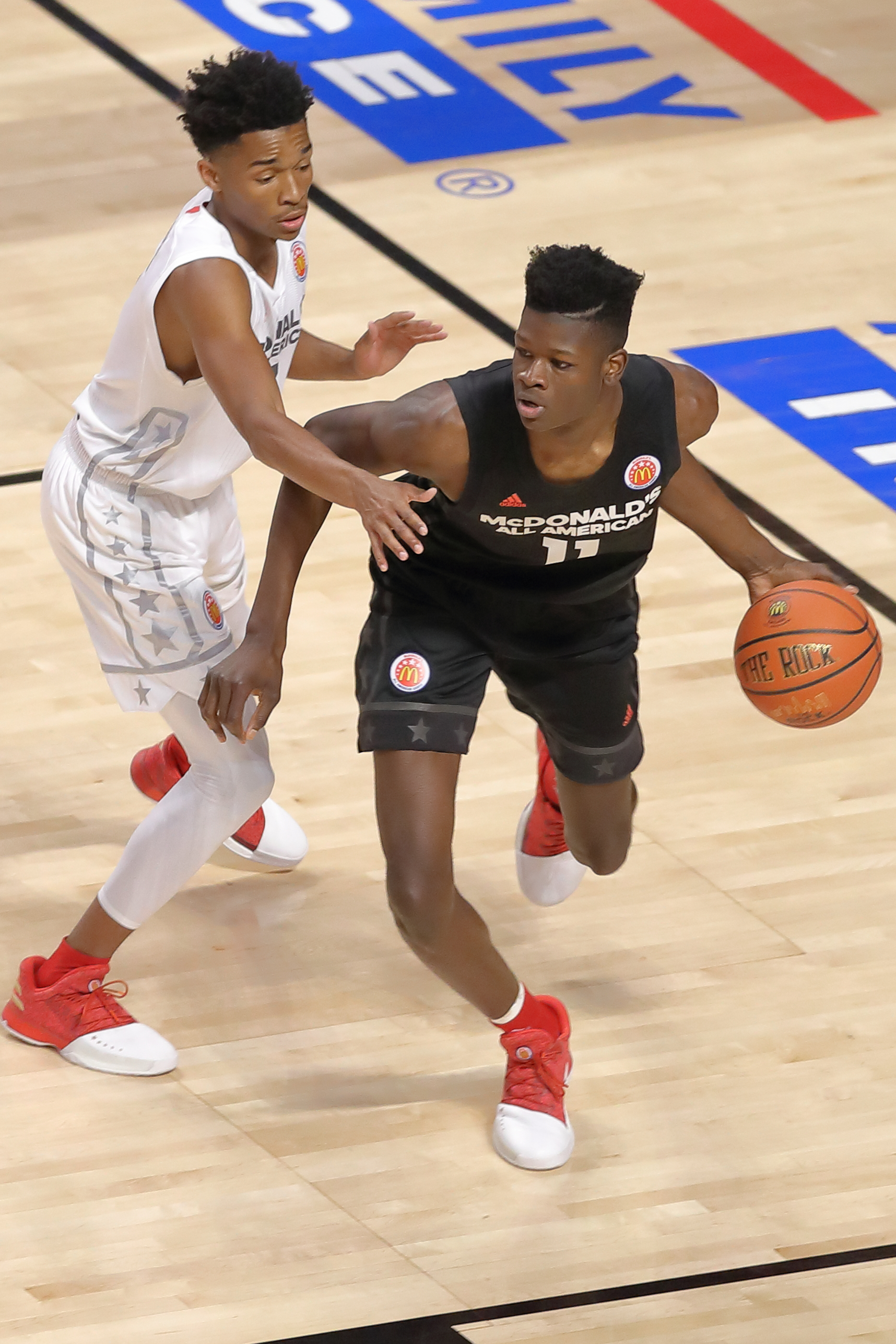
Mohamed Bamba, 6ª escolha, feita pelo Orlando Magic.

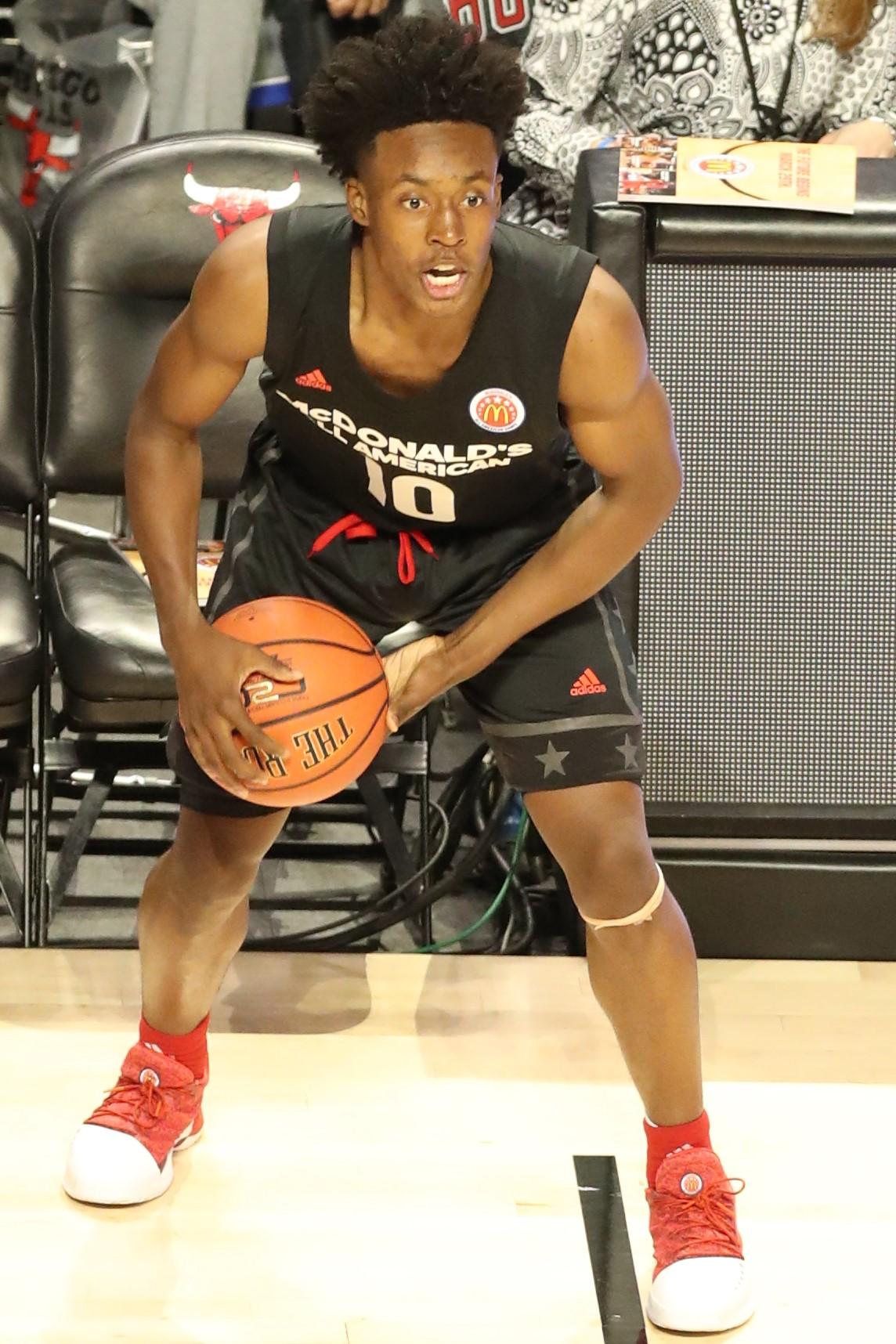
Collin Sexton, 8ª escolha, feita pelo Cleveland Cavaliers.

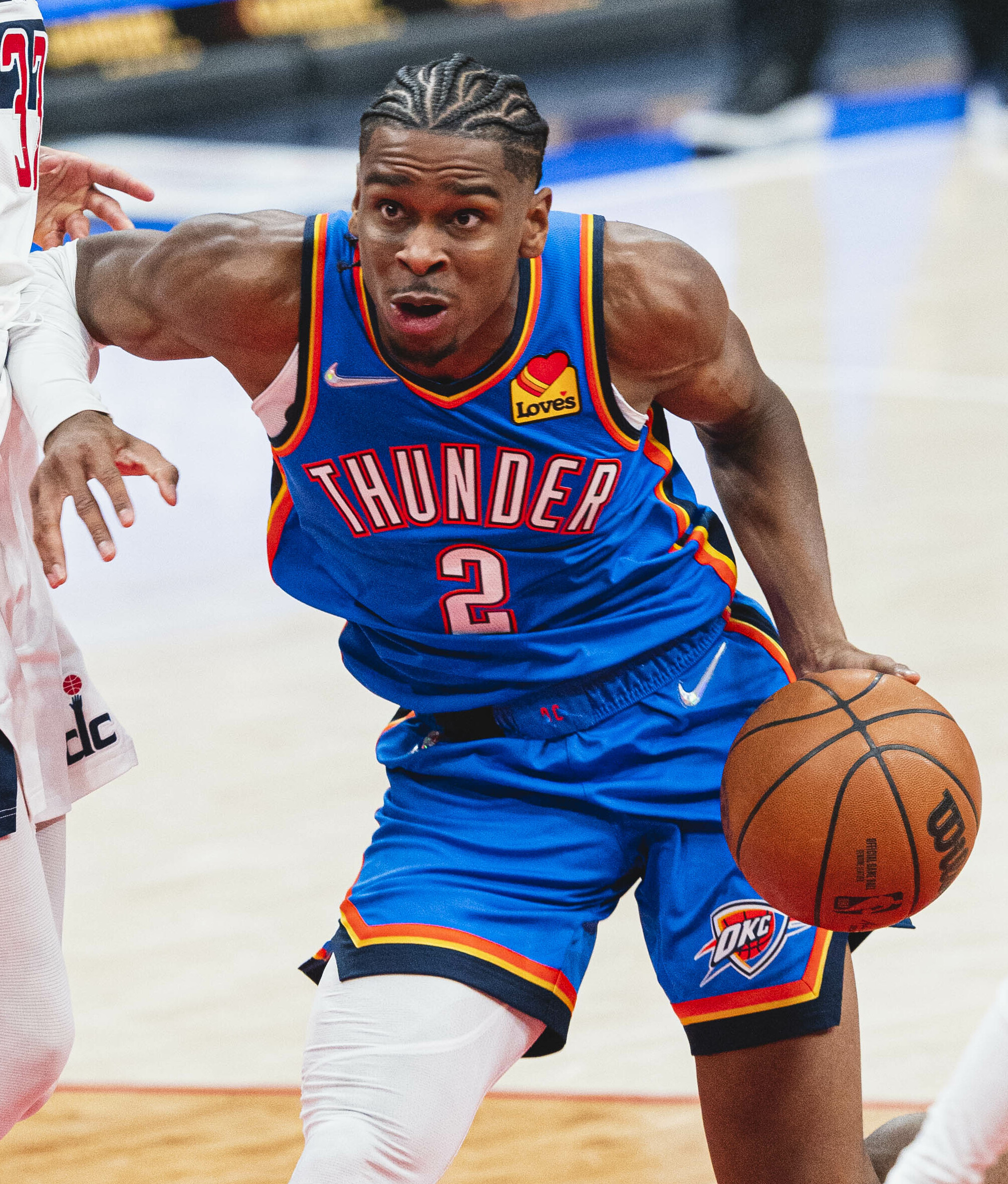
Shai Gilgeous-Alexander, 11ª escolha feita pelo Charlotte Hornets, porém foi trocado para o Los Angeles Clippers.

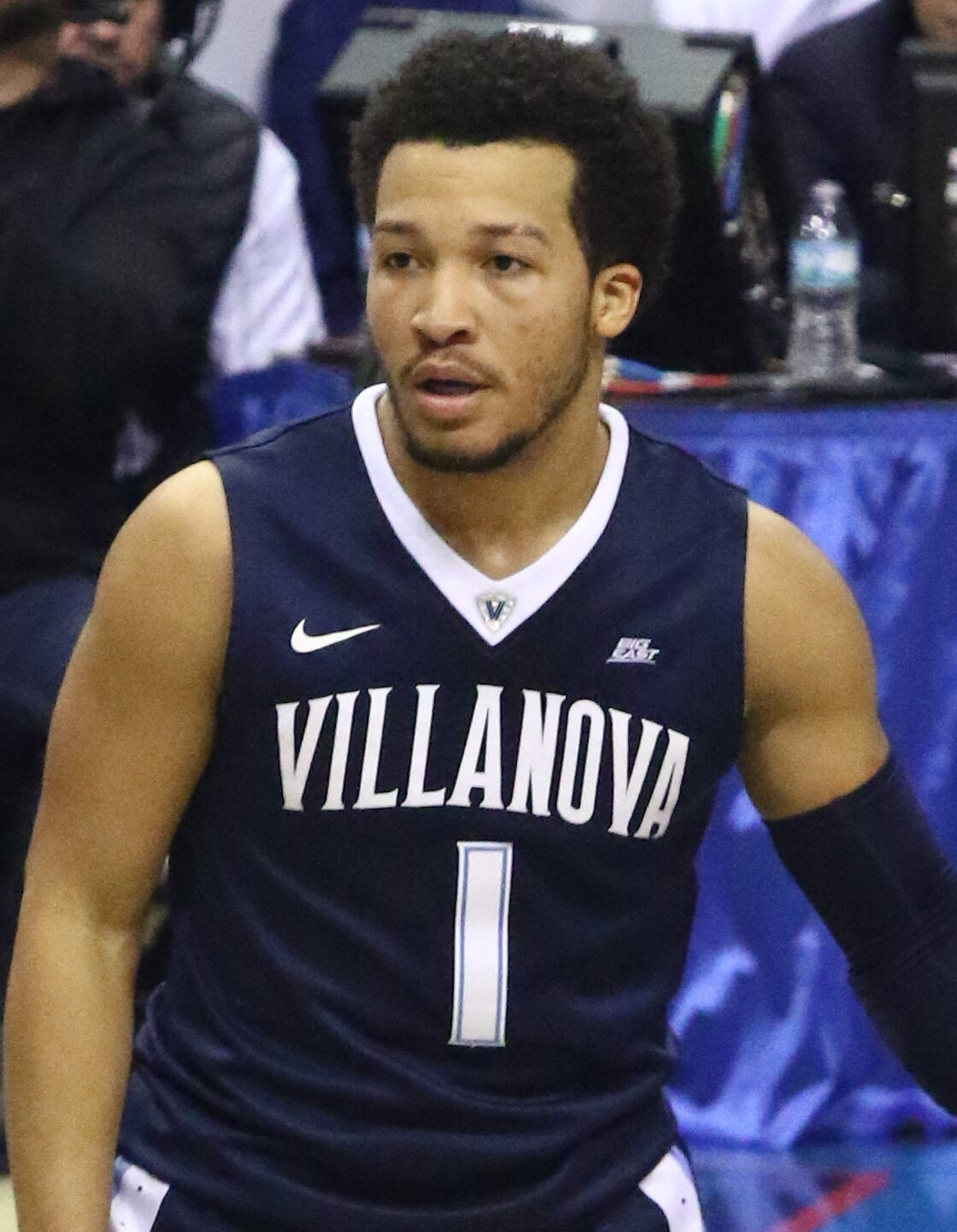
Jalen Brunson, 33ª escolha feita pelo Dallas Mavericks.

|  | Jogadores que foram incluídos no Hall da Fama do Basquete                               |
|  | Jogadores que foram pelo menos uma vez MVP da temporada da NBA                          |
|  | Jogadores que foram selecionados para pelo menos um NBA All-Star Game e um All-NBA Team |
|  | Jogadores que foram selecionados para pelo menos um All-NBA Team                        |
|  | Jogadores que foram selecionados para pelo menos um NBA All-Star Game                   |
|  | Jogadores que nunca atuaram em nenhuma partida sequer pela NBA                          |

| PG | Armador     |
| SG | Ala-armador |
| SF | Ala         |
| PF | Ala-pivô    |
| C  | Pivô        |

| Escolha | Nome                    | Posição | Nacionalidade        | Time                                          | Universidade/Time |
| ------- | ----------------------- | ------- | -------------------- | --------------------------------------------- | ----------------- |
| 1       | DeAndre Ayton           | C       | Bahamas              | Phoenix Suns                                  | Arizona           |
| 2       | Marvin Bagley III       | PF      | Estados Unidos       | Sacramento Kings                              | Duke              |
| 3       | Luka Dončić             | SG/PG   | Eslovênia            | Atlanta Hawks (trocado para Dallas)           | Real Madrid       |
| 4       | Jaren Jackson Jr.       | PF      | Estados Unidos       | Memphis Grizzlies                             | Michigan State    |
| 5       | Trae Young              | PG      | Estados Unidos       | Dallas Mavericks (trocado para Atlanta)       | Oklahoma          |
| 6       | Mohamed Bamba           | C       | Estados Unidos       | Orlando Magic                                 | Texas             |
| 7       | Wendell Carter Jr.      | C       | Estados Unidos       | Chicago Bulls                                 | Duke              |
| 8       | Collin Sexton           | PG      | Estados Unidos       | Cleveland Cavaliers                           | Alabama           |
| 9       | Kevin Knox              | SF      | Estados Unidos       | New York Knicks                               | Kentucky          |
| 10      | Mikal Bridges           | SF      | Estados Unidos       | Philadelphia 76ers (trocado para Phoenix)     | Villanova         |
| 11      | Shai Gilgeous-Alexander | PG      | Canadá               | Charlotte Hornets (trocado para Clippers)     | Kentucky          |
| 12      | Miles Bridges           | SF      | Estados Unidos       | Los Angeles Clippers (trocado para Charlotte) | Michigan State    |
| 13      | Jerome Robinson         | SG      | Estados Unidos       | Los Angeles Clippers                          | Boston College    |
| 14      | Michael Porter Jr.      | SF      | Estados Unidos       | Denver Nuggets                                | Missouri          |
| 15      | Troy Brown Jr.          | SF      | Estados Unidos       | Washington Wizards                            | Oregon            |
| 16      | Zhaire Smith            | SF      | Estados Unidos       | Phoenix Suns (trocado para Philadelphia)      | Texas Tech        |
| 17      | Donte DiVincenzo        | SG      | Estados Unidos       | Milwaukee Bucks                               | Villanova         |
| 18      | Lonnie Walker           | SG      | Estados Unidos       | San Antonio Spurs                             | Miami             |
| 19      | Kevin Huerter           | SG      | Estados Unidos       | Atlanta Hawks                                 | Maryland          |
| 20      | Josh Okogie             | SG      | Nigéria / EUA        | Minnesota Timberwolves                        | Georgia Tech      |
| 21      | Grayson Allen           | SG      | Estados Unidos       | Utah Jazz                                     | Duke              |
| 22      | Chandler Hutchison      | SF/SG   | Estados Unidos       | Chicago Bulls                                 | Boise State       |
| 23      | Aaron Holiday           | PG      | Estados Unidos       | Indiana Pacers                                | UCLA              |
| 24      | Anfernee Simons         | SG      | Estados Unidos       | Portland Trail Blazers                        | IMG Academy       |
| 25      | Moritz Wagner           | PF      | Alemanha             | Los Angeles Lakers                            | Michigan          |
| 26      | Landry Shamet           | PG      | Estados Unidos       | Philadelphia 76ers                            | Wichita State     |
| 27      | Robert Williams III     | PF      | Estados Unidos       | Boston Celtics                                | Texas A&M         |
| 28      | Jacob Evans             | SG      | Estados Unidos       | Golden State Warriors                         | Cincinnati        |
| 29      | Džanan Musa             | SF      | Bósnia e Herzegovina | Brooklyn Nets                                 | KK Cedevita       |
| 30      | Omari Spellman          | PF      | Estados Unidos       | Atlanta Hawks                                 | Villanova         |

### Segunda rodada
| Escolha | Nome                  | Posição | Nacionalidade  | Time                                         | Universidade/Time   |
| ------- | --------------------- | ------- | -------------- | -------------------------------------------- | ------------------- |
| 31      | Élie Okobo            | PG      | França         | Phoenix Suns                                 | Pau-Orthez          |
| 32      | Jevon Carter          | PG      | Estados Unidos | Memphis Grizzlies                            | West Virginia       |
| 33      | Jalen Brunson         | PG      | Estados Unidos | Dallas Mavericks                             | Villanova           |
| 34      | Devonte' Graham       | PG      | Estados Unidos | Atlanta Hawks (trocado para Charlotte)       | Kansas              |
| 35      | Melvin Frazier        | SF      | Estados Unidos | Orlando Magic                                | Tulane              |
| 36      | Mitchell Robinson     | C       | Estados Unidos | New York Knicks                              | Chalmette HS        |
| 37      | Gary Trent Jr.        | SG      | Estados Unidos | Sacramento Kings (trocado para Portland)     | Duke                |
| 38      | Khyri Thomas          | SG      | Estados Unidos | Philadelphia 76ers (trocado para Detroit)    | Creighton           |
| 39      | Isaac Bonga           | PG      | Alemanha       | Philadelphia 76ers (trocado para Lakers)     | Skyliners Frankfurt |
| 40      | Rodions Kurucs        | SF      | Letónia        | Brooklyn Nets                                | FC Barcelona        |
| 41      | Jarred Vanderbilt     | SF      | Estados Unidos | Orlando Magic (trocado para Denver)          | Kentucky            |
| 42      | Bruce Brown Jr.       | SG      | Estados Unidos | Detroit Pistons                              | Miami               |
| 43      | Justin Jackson        | SF      | Canadá         | Denver Nuggets (trocado para Orlando)        | Maryland            |
| 44      | Issuf Sanon           | PG      | Ucrânia        | Washington Wizards                           | KK Olimpija         |
| 45      | Hamidou Diallo        | SG      | Estados Unidos | Brooklyn Nets (trocado para Oklahoma)        | Kentucky            |
| 46      | De'Anthony Melton     | SG      | Estados Unidos | Houston Rockets                              | USC                 |
| 47      | Sviatoslav Mykhailiuk | SG      | Ucrânia        | Los Angeles Lakers                           | Kansas              |
| 48      | Keita Bates-Diop      | SF      | Estados Unidos | Minnesota Timberwolves                       | Ohio State          |
| 49      | Chimezie Metu         | PF      | Estados Unidos | San Antonio Spurs                            | USC                 |
| 50      | Alize Johnson         | PF      | Estados Unidos | Indiana Pacers                               | Missouri State      |
| 51      | Tony Carr             | PG      | Estados Unidos | New Orleans Pelicans                         | Penn State          |
| 52      | Vincent Edwards       | SF      | Estados Unidos | Utah Jazz (trocado para Houston)             | Purdue              |
| 53      | Devon Hall            | SG      | Estados Unidos | Oklahoma City Thunder                        | Virgínia            |
| 54      | Shake Milton          | SG      | Estados Unidos | Dallas Mavericks (trocado para Philadelphia) | SMU                 |
| 55      | Arnoldas Kulboka      | SF      | Lituânia       | Charlotte Hornets                            | Orlandina Basket    |
| 56      | Ray Spalding          | PF      | Estados Unidos | Philadelphia 76ers (trocado para Dallas)     | Louisville          |
| 57      | Kevin Hervey          | PF      | Estados Unidos | Oklahoma City Thunder                        | Texas-Arlington     |
| 58      | Thomas Welsh          | C       | Estados Unidos | Denver Nuggets                               | UCLA                |
| 59      | George King           | SG      | Estados Unidos | Phoenix Suns                                 | Colorado            |
| 60      | Kostas Antetokounmpo  | SF/PF   | Grécia         | Philadelphia 76ers (trocado para Dallas)     | Dayton              |